# Thí nghiệm lai giống thực vật

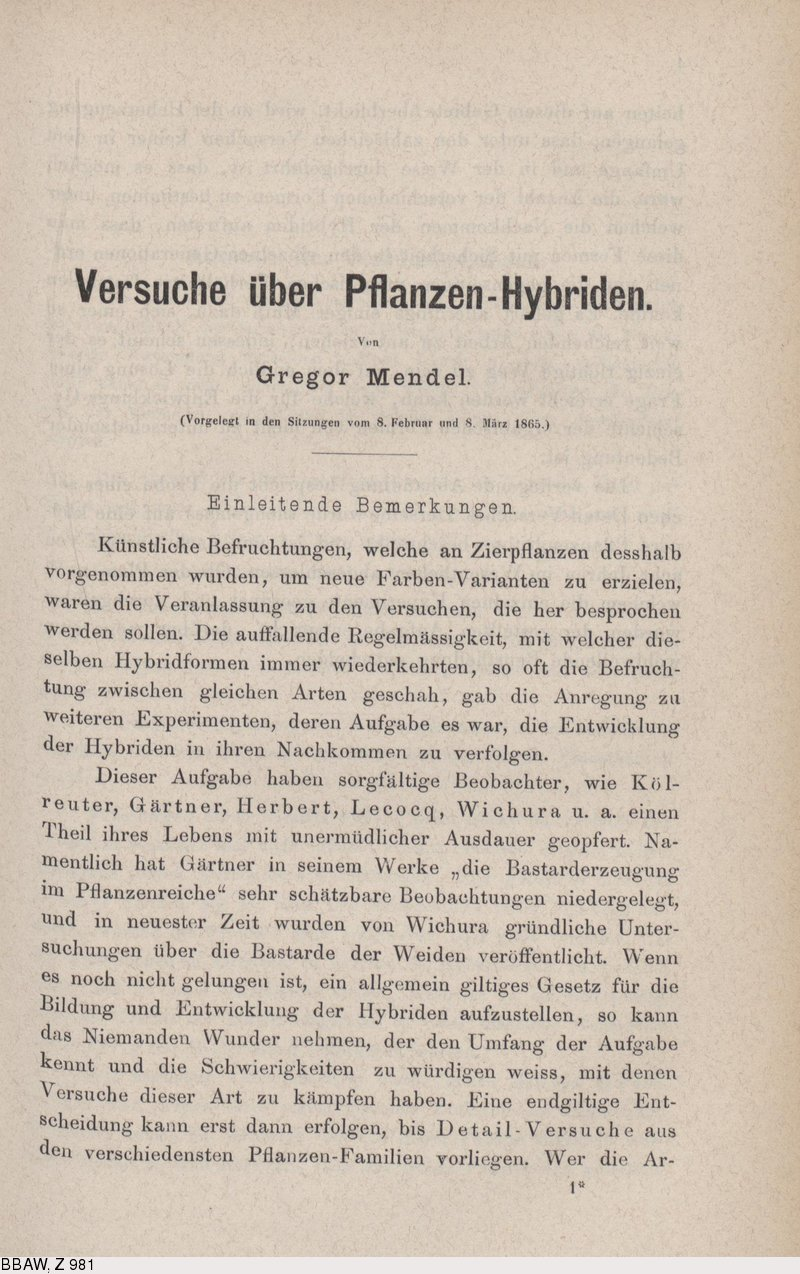
Trang đầu bài báo của Mendel.

Thí nghiệm lai giống thực vật là tên một bài báo của Gregor Johann Mendel xuất bản năm 1886 trong "Kỷ yếu của Hiệp hội Lịch sử Tự nhiên Brno". Đây là bài báo đầu tiên và cũng là duy nhất của Mendel, đặt nền móng cho Di truyền học hiện đại.
Nguyên bản bằng tiếng Đức bài báo này của Menđen có tựa đề: "Versuche über Pflanzen-Hybriden" (thí nghiệm lai thực vật), vốn là một bản báo cáo khoa học do ông viết tay, tự đọc trong một cuộc thảo luận khoa học của Hiệp hội Nghiên cứu Tự nhiên ở Brno (nay thuộc Czech) vào năm 1865. Sau đó một năm, bài báo đã được in và phát hành trong kỷ yếu nói trên, với số thứ tự 35 ở tập IV (Verhandlungen des naturforschenden Vereines Brünn Bd. 4, Abhandlungen. Vol. 4, Treatises).
Vào thời kỳ này, bản báo cáo đó không được đánh giá cao, vì khó hiểu và về mặt khoa học thì như là "một kiểu lai giữa thực vật học với toán học". Còn bài báo thì sau khi xuất bản đã rơi vào quên lãng. Nguyên nhân chủ yếu là Menđen đã đi trước thời đại của mình quá xa, phần nữa là bài báo viết bằng tiếng Đức ít phổ biến trong giới khoa học lúc đó, lại ở một xuất bản phẩm của một Hiệp hội không nổi tiếng trong giới khoa học thế kỷ XIX.
Sau 34 năm bị quên lãng, trong quá trình nghiên cứu nhằm tìm ra một lý thuyết khoa học thành công hơn về di truyền (thời đó gọi là "inheritance" tức kế thừa) thay cho lý thuyết phổ biến thời đó nhưng không phù hợp (thời đó gọi là "blending inheritance" tức di truyền dung hợp), các nhà khoa học là Erich Von Tschermak, William Jasper Spillman và nhất là Hugo de Vries cùng với Carl Correns đã tình cờ và hoàn toàn độc lập với nhau phát hiện lại tác phẩm này. Họ đều thừa nhận Menđen đã đi trước và coi ông là người đầu tiên phát hiện ra các nguyên tắc kế thừa (quy luật di truyền). Đó là khoảng mùa xuân năm 1900.

## Ý nghĩa
Nếu Mendel là người khai sinh ra di truyền học ("father of modern genetics"), thì tác phẩm "Thí nghiệm lai giống thực vật" của ông là bản khai sinh của khoa học này.

## Nội dung tóm tắt

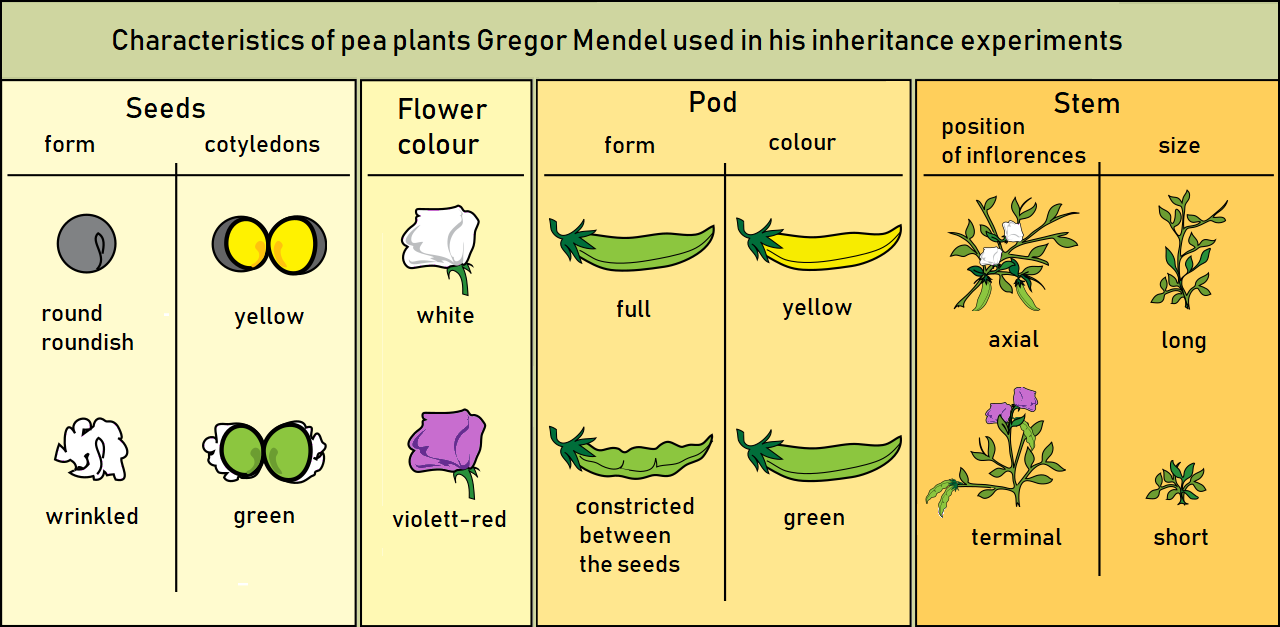
Bảy cặp trạng thái đối lập của bảy tính trạng ở đậu Hà Lan

Trong bài báo nói trên, Mendel đã trình bày kết quả tổng kết của hàng ngàn thí nghiệm ông đã tiến hành trên đậu Hà Lan về 7 tính trạng thuộc 4 cơ quan của cây:
| Cơ quan | Tính trạng          | Trạng thái đối lập  | Tính trội |
| ------- | ------------------- | ------------------- | --------- |
| Hạt     | Vỏ hạt              | Trơn và nhăn        | Trơn      |
| Hạt     | Màu hạt             | Lục và vàng         | Vàng      |
| Hoa     | Màu hoa             | Tím và trắng        | Tím       |
| Quả     | Dạng quả            | Phồng và ngấn       | Phồng     |
| Quả     | Màu quả             | Vàng và lục         | Lục       |
| Thân    | Vị trí hoa trên cây | Trên thân và ở đỉnh | Trên thân |
| Thân    | Chiều cao cây       | Cao và thấp         | Cao       |